# Coupe des champions masculine de volley-ball 1980-1981
Navigation
Coupe des champions 1979-1980 Coupe des champions 1981-1982
La Coupe des champions est la plus importante compétition de club, de la saison 1980-1981, en Europe.

## Phase Finale
| # | Équipe          | Pts | J | G | P | Sp | Sc | Ratio | Pp  | Pc  | Ratio |
| - | --------------- | --- | - | - | - | -- | -- | ----- | --- | --- | ----- |
| 1 | Dinamo Bucarest | 6   | 3 | 3 | 0 | 9  | 2  | 4.5   | 150 | 100 | 1.5   |
| 2 | CSKA Moscou     | 5   | 3 | 2 | 1 | 8  | 4  | 2     | 159 | 127 | 1.252 |
| 3 | Gwardia Wroclaw | 4   | 3 | 1 | 2 | 3  | 8  | 0.375 | 106 | 142 | 0.746 |
| 4 | Pieksamaen NMKY | 3   | 3 | 0 | 3 | 3  | 9  | 0.333 | 123 | 169 | 0.728 |

| Date     | Match                             | Résultat | Sets  | Sets  | Sets  | Sets | Sets | Total Points |
| Date     | Match                             | Résultat | 1     | 2     | 3     | 4    | 5    | Total Points |
| -------- | --------------------------------- | -------- | ----- | ----- | ----- | ---- | ---- | ------------ |
| 20.02.81 | Dinamo Bucarest - Pieksamaen NMKY | 3 - 0    | 15-11 | 15-5  | 15-10 | -    | -    | 45-26        |
| 20.02.81 | Gwardia Wroclaw - CSKA Moscou     | 0 - 3    | 7-15  | 9-15  | 6-15  | -    | -    | 22-45        |
| 21.02.81 | Pieksamaen NMKY - CSKA Moscou     | 1 - 3    | 11-15 | 15-13 | 13-15 | 6-15 | -    | 45-58        |
| 21.02.81 | Dinamo Bucarest - Gwardia Wroclaw | 3 - 0    | 15-7  | 15-6  | 15-5  | -    | -    | 45-18        |
| 22.02.81 | Gwardia Wroclaw- Pieksamaen NMKY  | 3 - 2    | 15-2  | 12-15 | 15-12 | 9-15 | 15-8 | 66-52        |
| 22.02.81 | Dinamo Bucarest - CSKA Moscou     | 3 - 2    | 15-11 | 15-9  | 7-15  | 8-15 | 15-6 | 60-56        |